# 阿诺·施瓦辛格
阿诺·阿洛伊斯·施瓦辛格（德語發音：[ˈarnɔlt ˈaːlɔʏs ˈʃvartsn̩ˌɛɡɐ] ⓘ，英语发音：/ˈʃwɔːrtsənɛɡər/ SHWORT-sə-neg-ər；1947年7月30日—），奧地利裔美國人演员、政治人物和前職業健美運動員，曾經擔任第38任加利福尼亞州州長。曾出演過比較著名的作品有《王者之劍》（1982年）、《魔鬼終結者》（1984年至2019年）、《魔鬼司令》（1985年）、《終極戰士》（1987年）、《魔鬼總動員》（1990年）、《魔鬼大帝：真實謊言》（1994年）、《魔鬼二世》（1994年）、《浴血任務》（2010年至2014年）和《重擊防線》、《鋼鐵墳墓》（2013年）。
在2003年加利福尼亚州罢免州长中，史瓦辛格作为共和黨的候选人之一，赢得了48.7%的选票当选为州长，並於2003年11月17日上任。在2006年11月7日的州长大選中，史瓦辛格再度以55.9%的高得票率，擊敗對手獲選連任，並於2007年1月5日宣誓就職，任期至2011年1月3日。卸任後他重回演藝界，但仍持續在公共場合持續表達意見，並投入對抗氣候變化等運動。

## 早期生活
阿諾·施瓦辛格祖先的一支可能來自波希米亞，他生于奧地利施蒂利亞州的塔爾（离格拉茨四英里），曾受了洗禮，並被命名為阿诺·阿洛伊斯·施瓦辛格（Arnold Alois Schwarzenegger）。
他的父親是地方總警監（police chief）古斯塔夫·施瓦辛格（1907－1972年），而他的母親是奥雷利娅·亚德尔尼（Aurelia Jadrny）。他們於1945年10月20日結婚——那時古斯塔夫年38歲，而奧雷利婭仅23歲，其子為梅恩哈德（Meinhard）。據施瓦辛格所說，他父母管教都很嚴格。他們是一個信仰天主教的家庭，每一個星期天均會到天主教會出席彌撒。時常酗酒的古斯塔夫在1938年的德奧合併後加入了納粹黨。

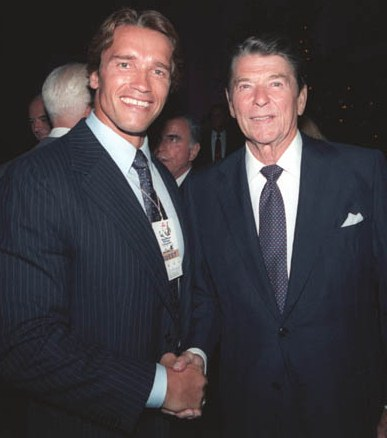
1984阿諾會見雷根

1990年與老布希參與運動會

在二次大戰德國投降后的1947年，古斯塔夫仍繼續擔任警官，因為並沒有證據證明他犯下過戰爭罪。古斯塔夫·施瓦辛格在三個兒子中最為喜歡長子梅恩哈德。阿诺·施瓦辛格說他的父親「沒有耐性去聆聽或了解你的問題……這是一道牆垣；一道真正的牆垣。」 施瓦辛格跟母親的關係很好，並一直與她保持聯繫直到她逝世為止。據說施瓦辛格並不支持納粹黨的主張。後來，施瓦辛格要西蒙·维森塔尔中心去研究一下他父親的戰時記錄，結果發現並沒有證據證明他有任何暴行。

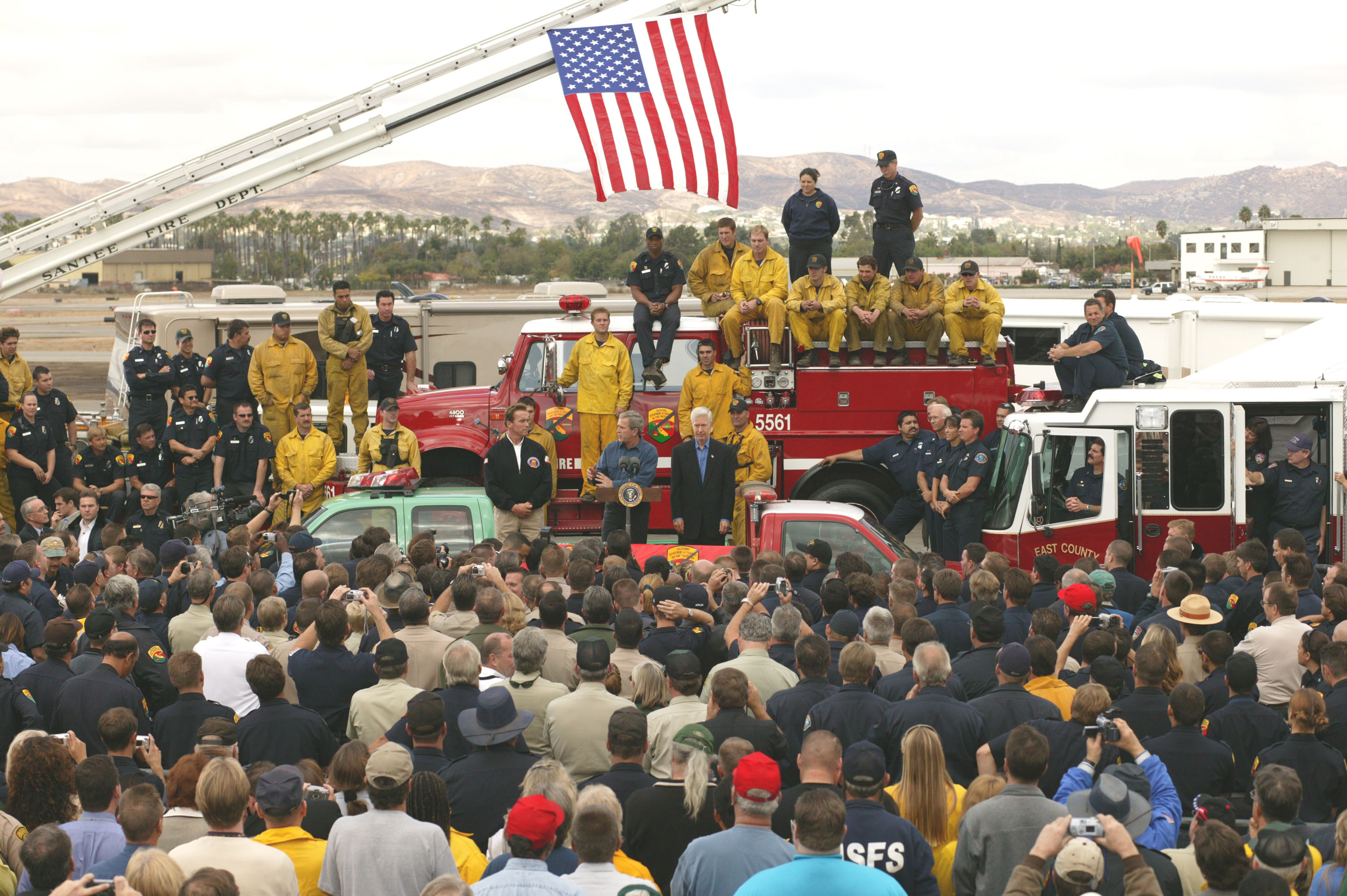
2003年於加州的政治活動

在學校裡，施瓦辛格看上去很普通，但其「愉快、好脾氣和精力旺盛」的性格卻很引人注目。在他家中，金錢是一大問題；施瓦辛格後來回憶說在他童年中最興奮的時刻之一，是他家買了一個新冰箱。在施瓦辛格的少年時期，他懂得很多運動——這主要是受到他父親的影響。

## 健美運動員職業生涯
施瓦辛格自15歲開始健身，最初施瓦辛格作为一个著名的健美运动员，逐漸為他贏得名聲。
处于颠峰状态时的施瓦辛格，身体各部份的尺寸为：
- 身高：6英尺2英寸（188）
- 体重：235磅（107）
- 上臂围：22.5英寸（57）
- 胸围：57英寸（140）
- 腰围：32英寸（81）
- 大腿围：28英寸（71）
- 小腿围：18英寸（46）

施瓦辛格所取得的重大比赛的冠军头衔： 
- 1965年：少年欧洲先生（Jr. Mr. Europe）
- 1966年：欧洲体格最佳的男人（Best Built Man of Europe）
- 1966年：欧洲先生（Mr. Europe）
- 1966年：国际力量举锦标赛（International Powerlifting Championship）
- 1967年：业余组宇宙先生（NABB Mr. Universe）
- 1968年：职业组宇宙先生（NABB Mr. Universe）
- 1968年：国际先生（IFBB Mr. International）

他良好锻炼的体形为体育带来了革命，并使得他赢得“欧洲先生”、“世界先生”等榮銜。與此同時，他亦產生移民到美國發展的念頭。

## 移居美國的健身職業生涯

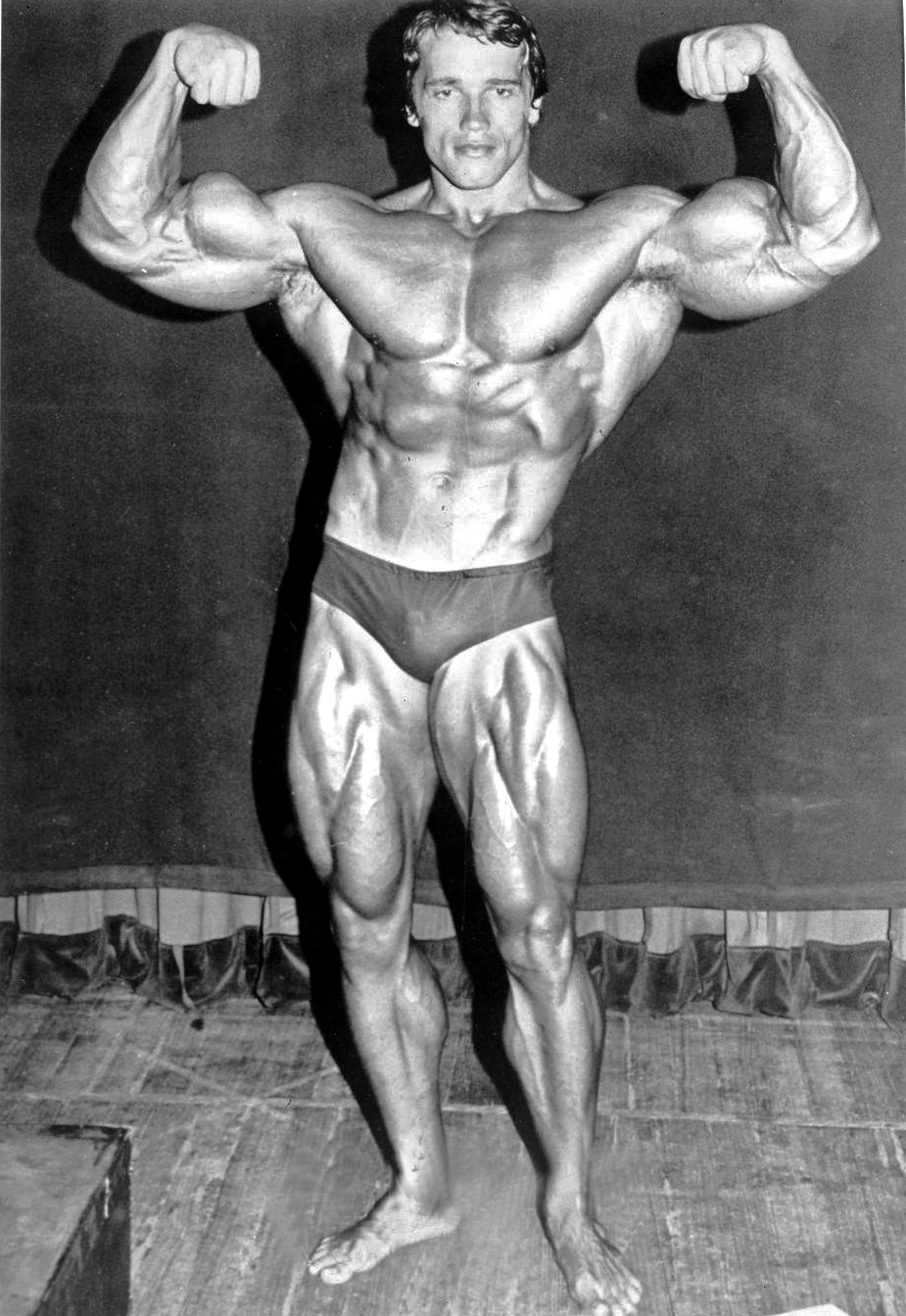
1974年獲得奧林匹克先生頭銜的阿诺·施瓦辛格

1968年，阿诺·施瓦辛格移居美国。移居美國後，仍持續健身參加比賽，亦贏得宇宙先生、世界先生、奧林匹克先生等榮銜。
他被认为是健美运动历史上最重要的人物之一，这在后来每年一届的“阿诺競賽”中體現出來。
- 1969  业余组宇宙先生(IFBB Mr.Universe)
- 1969  职业组宇宙先生(NABB Mr.Universe)
- 1970  职业组宇宙先生(NABB Mr.Universe)
- 1970  世界先生(Mr.World)
- 1970  奥林匹亚先生(IFBB Mr.Olympia)
- 1971  奥林匹亚先生(IFBB Mr.Olympia)
- 1972  奥林匹亚先生(IFBB Mr.Olympia)
- 1973  奥林匹亚先生(IFBB Mr.Olympia)
- 1974  奥林匹亚先生(IFBB Mr.Olympia)
- 1975  奥林匹亚先生(IFBB Mr.Olympia)
- 1980  奥林匹亚先生(IFBB Mr.Olympia)

## 演員生涯
1983年，阿諾正式获得美国公民身份。同时，他在威斯康辛州立大學获得学士学位。

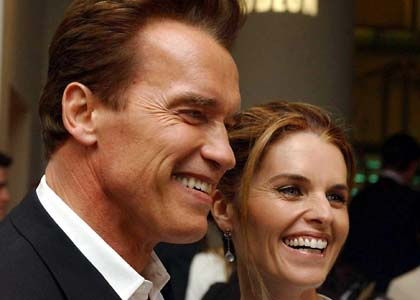
阿諾與前妻施瑞弗爾

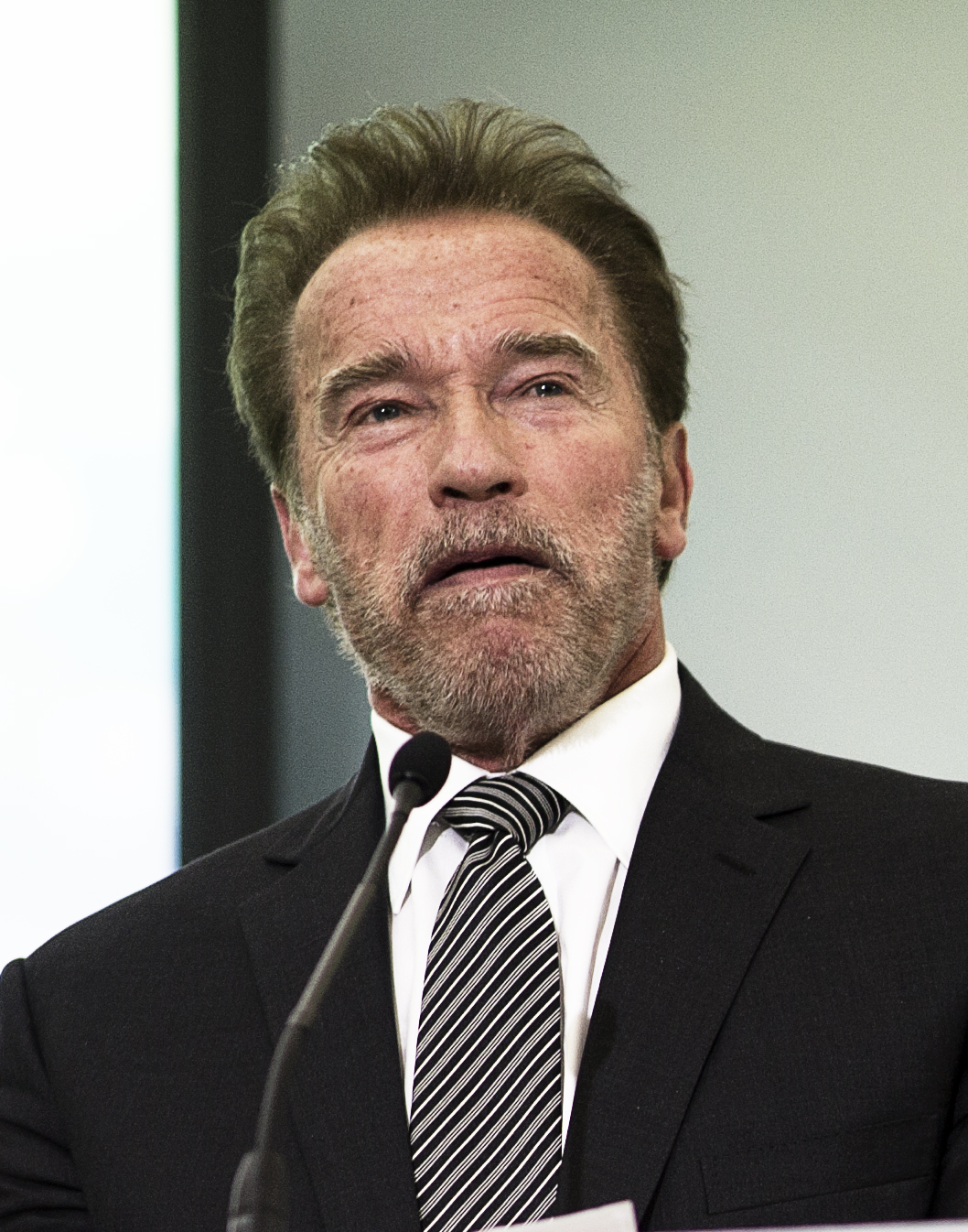
阿諾，攝於2015年。

阿诺独特的健壮形象为他赢得了一些电影角色。他的第一次在电影中出现是在电影《大力神在紐約》(Hercules in New York)（1970年）中。他在电影中叫做“阿诺尔德·斯壮格”（Arnold Strong），他扮演一个来纽约旅游的希臘天神。但是他浓厚的口音使得他在电影中的台词要其他人配音。后来的纪录片《Pumping Iron》（1977年）为他赢得了更多的知名度。他在电影上的突破是《野蛮人柯南(Conan the Barbarian)》（1982年）與續集《毀天滅地(Conan the Destroyer)》（1984年）。他最著名的成名電影是1984年的《魔鬼終結者》（The Terminator，1984年），飾演從未來回到現代的機械殺手，在影片中，他成功的詮釋了電影中強壯、冷酷且無堅不摧的魔鬼終結者形象。
以演員的表現而言，史瓦辛格的演技一直都不被肯定，一般認為他的明星光環與強壯的形象超過他的表演技巧，他的英語在很多不需要口音的角色中也保持很重的奥地利德语口音。獨特的口音以及憨厚的外型搭配他的政治家形象，使他經常成為脫口秀節目與諷刺卡通的嘲笑對象。2007年的美國動畫電影《辛普森家庭》當中，就讓美國總統的角色（辦公桌上的名牌寫著史瓦辛格總統）以極重的德语口音以及愚蠢的反應嘲笑阿諾。
阿諾在《魔鬼終結者》中飾演反派，而在《魔鬼終結者第2集》中飾演正派，
成為一位同時在正反兩派排行榜都榜上有名的演員。
在格拉茨的一个足球运动场于1997年以“阿诺·施瓦辛格体育场”作为名称。

## 政治生涯

### 州長

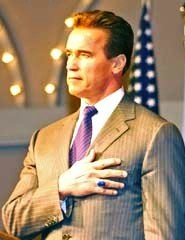
2003年阿諾首度　宣誓就任州長

阿諾是以共和党人的身份参加竞选的，虽然他此前並無擔任任何民選公職。他把自己描绘成为共和黨温和派，而他當時的夫人是甘迺迪家族一員、民主黨籍前美國總統甘迺迪的外甥女。雖然在電影《浴血任務》中曾出現過他要選總統的玩笑話，但阿諾並非在美國出生，根據美國憲法第二条規定，生於美國或者出生時父母是美國公民者才具有總統參選資格，所以除非修憲，否則阿諾並無參選美國總統的資格。
2003年，民主黨主政的加利福尼亞州發生州政府財政危機，而且已在2000年夏天發生缺電危機。當時，民主黨籍的州長格雷·戴維斯面對州民彈劾公投。根據州憲法的規定，罷免公投的同時需要補選出一個新州長，故選民需要投兩票：第一票是是否贊成罷免原任州長；第二票是當成功罷免州長後，補選新州長的選票。阿諾宣布參與州長補選，結果加利福尼亞州州民投票支持罷免戴維斯，而阿諾得到支持而補選成為新州長。
在2003年加利福尼亚州州长補選中，史瓦辛格（作为共和黨人的候选人之一）赢得了48.7%的选票当选为州长，並於2003年11月17日上任。在2006年11月7日的州长大選中，史瓦辛格再度以55%的高得票率，擊敗對手獲選連任，並於2007年1月5日宣誓就職，任期至2011年1月3日。之後又重返大銀幕作為演員。

## 後續動態
2011年2月，剛卸任加州州長的阿諾在網上宣佈將會重返大銀幕接拍電影。
2015年，阿諾受邀扮成軍官模樣，擔任手機遊戲Mobile Strike（台譯：雷霆天下）的廣告代言人。2016年10月阿諾擔任三星堆文化全球宣傳大使，並籌拍一部以三星堆為主題的科幻片。
2024年10月30日，他在X平台發文表示自己會在2024年美國總統選舉投票支持民主黨總統候選人賀錦麗。

## 作品列表

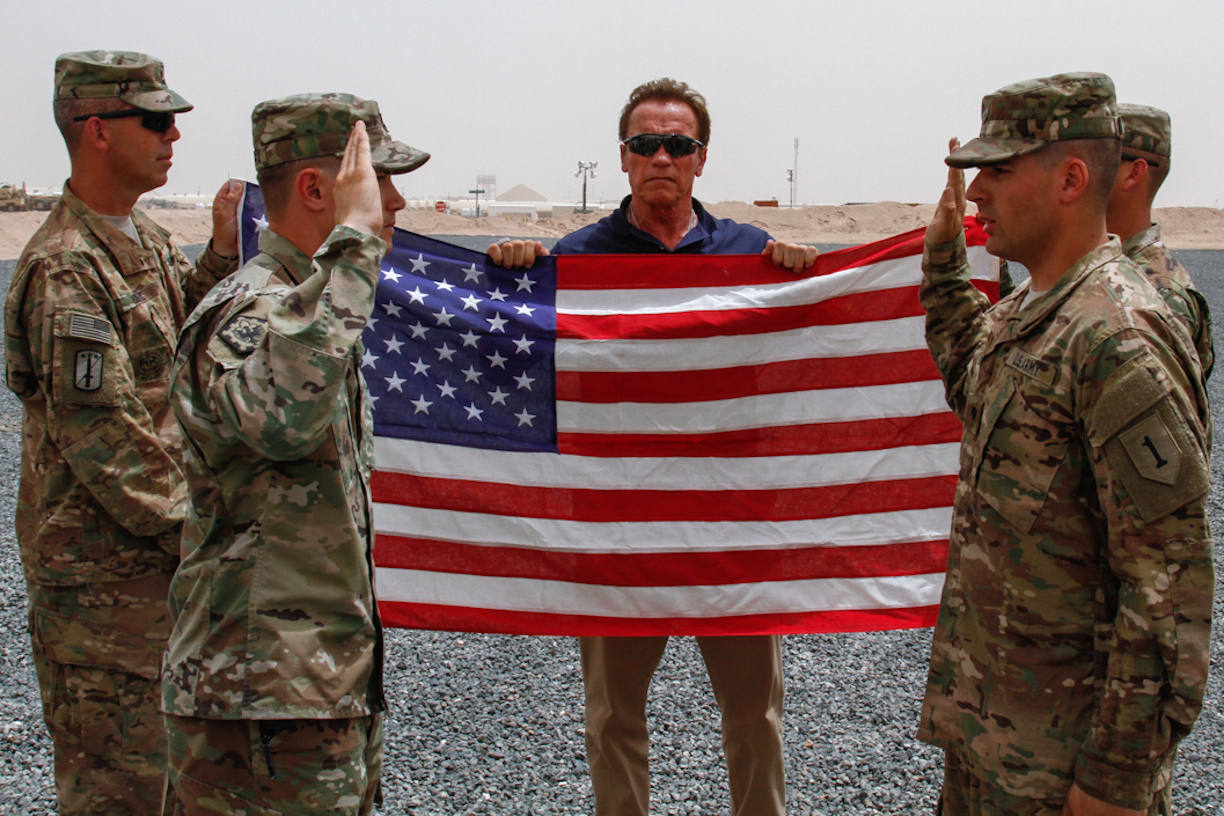
科威特勞軍

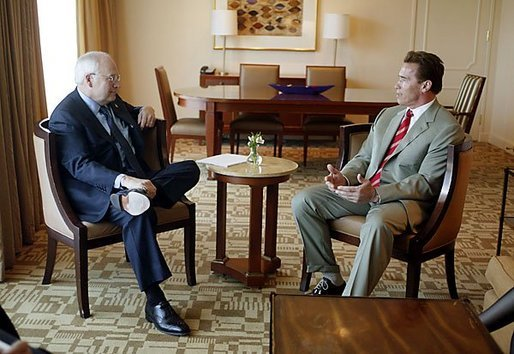
阿諾與副總統錢尼

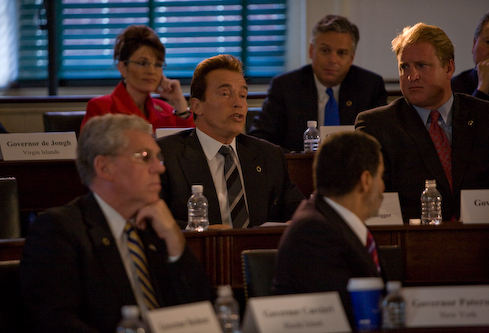
金融海嘯時發表州議會演說

## 個人生活與軼事
1986年，施瓦辛格与电视记者、前总统肯尼迪的外甥女玛丽娅·施瑞弗尔结婚。这对夫妇育有4个子女：2个女儿2个儿子。二人於2011年5月宣佈分居，施瓦辛格承認，他與家中女傭米德列·貝納（Mildred Baena, 1961年3月-）發生婚外情，生下私生子約瑟夫·貝納（Joseph Baena，1997年10月2日-），此事造成兩人關係生變，但为免影響施瓦辛格的仕途一直沒有公开，直至施瓦辛格卸任後才公開，兩人宣布離婚後決定繼續共同撫養子女，一直處於分居狀態，直至2021年才完成離婚協議。
2001年12月9日，騎摩托车摔断六根肋骨。
2004年，他救了一个溺水者的命。
2006年1月8日下午，在洛杉矶和儿子乘三輪摩托車与车相撞，嘴巴缝了15针。此事并引发了是否他至今都没有美国摩托車驾照的疑问（加州允许以机动车駕照，驾駛摩托车）。2006年7月他获得了摩托車驾照。
2007年失言風波，在影片《施瓦辛格健美之路》中，有个镜头表现他抽大麻，2007年他在《GQ》杂志上谈到此事时说：「大麻不是毒品是叶子，相信我，我的毒品是（他自己的電影）。」事后其发言人声称这是个玩笑。

### 腳註
1. ↑  . Schwarzenegger.com.   [2007-05-21]. （原始内容存档于2007-04-06）.
2. 1 2 3 4 5  Andrews, Nigel. . Bloomsbury. 2003. ISBN 1582344655.
3. 1 2  Leigh, Wendy. . 1990. ISBN 0720719976.
4. 1 2 3  Brooks, Xan. . The Guardian. 2003-08-08  [2007-04-19]. （原始内容存档于2008-07-24）.
5. ↑  . USA Today. 2003-08-24  [2007-05-21]. （原始内容存档于2011-10-20）.
6. ↑  . BodyBuild.com.   [2007-05-11]. （原始内容存档于2008-04-21）.
7. ↑  Susman, Gary. . EW.com. 2003-10-03  [2007-05-11]. （原始内容存档于2014-10-10）.
8. ↑  阿諾施瓦辛格不當政客 宣布將重返大銀幕(圖) 的存檔，存档日期2011-02-18.
9. ↑  與詹姆斯·卡梅隆團隊合作阿諾擔任三星堆文化全球宣傳大使 （页面存档备份，存于）
10. ↑  劉耀洋. . 香港01. 2024-10-31.
11. ↑  . Yahoo!.   [2016-10-11]. （原始内容存档于2020-04-18）.
12. ↑  . 《洛杉磯時報》. 2007-10-29  [2012-03-15]. （原始内容存档于2008-12-20）.

### 书籍
- Schwarzenegger, Arnold. . Schwarzenegger. 1977.
- with Douglas Kent Hall. . New York: Simon & Schuster. 1977. ISBN 978-0-671-22879-8.
- with Bill Dobbins. . New York: Simon & Schuster. 1981. ISBN 978-0-671-25613-5.
- with Bill Dobbins.  rev. ed. New York: Simon & Schuster. 1998. ISBN 978-0-684-84374-2.
- Andrews, Nigel.  rev. ed. New York: Bloomsbury. 2003. ISBN 978-1-58234-465-2.
- Blitz, Michael; and Louise Krasniewicz. . New York: Basic Books. 2004. ISBN 978-0-465-03752-0.
- Borowitz, Andy. . New York: Simon & Schuster. 2004. ISBN 978-0-7432-6266-8.
- Brandon, Karen. . San Diego: Lucent Books. 2004. ISBN 978-1-59018-539-1.
- Sexton, Colleen A. . Minneapolis: Lerner Publications. 2005. ISBN 978-0-8225-1634-7.
- Zannos, Susan. . Childs, Md.: Mitchell Lane. 2000. ISBN 978-1-883845-95-7.